# Шугејз
Шугејз (енг. shoegaze, шугејзинг, дрим пoп и ноиз пoп) је поджанр алтернативног рока настао у јужној Енглеској касних осамдесетих година 20. века. Субжанр су именовали музички критичари у часописима Њу мјузикл експрес и Мелоди мејкер, који су на ту идеју дошли посматрајући конценте група тог поджанра на којима извођачи стоје непомично, погледа упртог у под, остављајући утисак да „зуре у своје ципеле“ (shoe=ципела, gaze-зурити, гледати не трепћући). Албум „Loveless“ групе Мај блади валентајн (My Bloody Valentine), објављен 1991, узима се као први албум из тог поджанра. Неки шугејз уметници сматрају да је почетак субжанра везан за групе које су изводиле ритмичнију музику, као што је група Луп (Loop).
Најистакнутији представници субжанра су, осим групе Мај блади валентајн, Слоудајв (Slowdive), Kokto твинс (Cocteau Twins), Кетрин Вил (Catherine Wheel), Рајд (Ride) ... Данас се јавља нова генерација музичара који оживљавају шугејз звук, између осталих Асоби сексу (Asobi Seksu), Серена Маниш (Serena Maneesh)... 
Неки од значајнијих шугејз албума:
- My Bloody Valentine - Loveless, Isn't Anything
- Slowdive - Souvlaki, Pygmalion
- Cocteau Twins - Heaven or Las Vegas, Treasure
- Catherine Wheel - Ferment, Chrome
- Ride - Nowhere